# Hilda Sour
Hilda Sour Soto (Chile, 30 de diciembre de 1915 - ibídem, 6 de junio de 2003) fue una reconocida actriz y cantante chilena que hizo una extensa carrera en Argentina y México.

## Carrera
Sour, que se inició profesionalmente a los siete años, hizo una gran carrera tanto en la pantalla grande como en el teatro argentino durante la década dorada cinematográfica argentina. En sus películas plasmó principalmente personajes antagonistas.
Compartió escenario con las grandes divas y actores de la época de varios países como fueron Pedro Laxalt, María Félix, Carlos Gardel, Olinda Bozán, Ben Ami, Imperio Argentina, Maricarmen, Mauritz Walsh, Luis Arata, Elsa del Campillo, Agustín Lara, Niní Marshall, Alicia Barrié, Pepita Serrador, María Duval, Elisa Labardén, Blanquita Orgaz, Roberto García Ramos, Eva Duarte, Marga López (actriz mexicana) y Silvana Roth.
Trabajó en la primera película sonora chilena llamada Norte y sur, dirigida por Jorge Délano, y junto a Alejandro Flores y a Guillermo Yánquez.
En teatro se lució en los más importantes teatros como fue el Balmaceda. Trabajó en un espectáculo junto a Olga Fariña, Rebequita Gallardo y el cantor tenor Jorge Infantas. También formó parte de una compañía teatral de Rafael Frontaura junto con Edmundo del Solar, donde realizó varias funciones en el interior del país. Fue una de las primeras figuras de la "Compañía de revistas del Teatro Maipo" junto a  Gloria Guzmán, Sofía Bozán, Lely Morel, Alicia Barrie, y el primer actor Pepe Arias.

### Filmografía
- 1934: Norte y sur (película chilena)
- 1938: Mujeres que trabajan como Dolores Campos
- 1938: Jettatore
- 1939: Divorcio en Montevideo..................Dora
- 1939: El solterón
- 1939: Margarita, Armando y su padre
- 1939: Retazo
- 1940: Casamiento en Buenos Aires......... Dora
- 1941: Soñar no cuesta nada
- 1942: Amor último modelo
- 1943: La juventud manda
- 1943: Las sorpresas del divorcio
- 1948: Señora tentación
- 1948: Nocturno de amor
- 1949: Callejera como Luisa
- 1950: Mujeres en mi vida
- 1950: Cuide a su marido
- 1951: Uno que ha sido marino como Maruja
- 1968: Chau amor como Mara Estévez
- 1971: El afuerino[2]
- ?: Allá en la isla de Pascua
- ?: La frescura de la humildad frente a la soberbia del dinero ( película mexicana)

### Etapa como cantante
Hilda también fue una gran cantante de boleros. Cantó junto al folclorista Chito Faró. Entre sus temas más destacados está Anoche te soñé de José Bohr. Muchas de sus interpretaciones como cantante fueron volcadas al cine junto con su labor de actriz.
Con Arturo Gatica formaron el trío "Los Chilenos", contando siempre con el acompañamiento del pianista Jorge Astudillo. Entre las docenas de éxitos que realizaron se destacan los temas:
- Fiesta Linda
- Río Río
- Ese camino agreste
- Yo vendo unos ojos negros
- Nunca más
- Canción de ausencia
- No sé que tiene esa calle[4]

En 1958, el grupo culminó su extensa gira en España y Francia, para luego presentarse en Cuba en una presentación triunfal en la televisión.

## Vida privada
Hilda Sour estuvo casada por muchos años con el cantante chileno Arturo Gatica, hermano de Lucho Gatica, quien luego se divorció de ella para irse con la cantante argentina Esmeralda Roig.
Su hermana fue la también actriz Eglantina Sour, esposa del actor Fernando Podestá.

## Últimos años
Hilda Sour vivió sus últimos años en una casa de reposo ubicada en la comuna de Santiago, gracias a una pensión entregada por el Sindicato Profesional de Actores y Artistas (Spatch). Murió a los 87 años por causas naturales en el Hospital San José el 6 de junio de 2003.